# Lijst van papiamentisten
Lijst van papiamentisten - beoefenaren van de linguïstiek en letterkunde van het Papiaments.

## Curaçao
- Lucille Berry-Haseth (semantiek)
- Aart G. Broek (letterkunde)
- Luis Daal (1919–1997)
- Martha Dijkhoff
- Liesbeth Echteld
- Frank Elstak (metathesis)
- Enrique Goilo (grammatica)
- Fred de Haas (letterkunde, vertalingen)
- May Henriquez (1915–1999)
- Jeroen Heuvel
- Ange Jessurun (1954) taalonderwijs
- Silvio Jonis
- Sidney Joubert (1939, lexicologie)
- Antoine Maduro (1909–1997)
- Pedro Maduro
- Frank Martinus Arion (1936–2015)
- Enrique Muller (1944–2015)
- Jules de Palm (1922-2013)
- Igma van Putte-de Windt (lexicografie)
- Bunchi Römer-Henriquez (1927)
- Raul Römer (1923–1985, fonologie)
- René Römer (1929–2003, spreekwoorden en uitdrukkingen)
- Ronald Severing (1949), taalkunde en taalonderwijs
- Magali Vos-de Jesus

## Aruba
- Mario Dijkhoff (1950–2015, lexicografie)
- Joyce Pereira (1946, sociolinguïstiek)
- Ramon Todd Dandare (1942)
- Wim Rutgers (1941) (literatuur)

## Elders
- Rodolfo Lenz (1863-1938, etymologie)